# Рашковская, Ирина
Ири́на Рашко́вская (нем. Irina Raschkowskaja, настоящее имя Ирина Леони́довна Слепа́я; род. 13 января 1963, Калуга) — советская, российская, немецкая русскоязычная писательница (поэт, прозаик, эссеист, литературный критик).

## Биография
Ирина Слепая родилась 13 января 1963 года в Калуге. В девятилетнем возрасте начала писать стихи, первая публикация (эссе в молодёжной газете) состоялась в четырнадцатилетнем возрасте.
Окончила факультет иностранных языков Калужского государственного педагогического института имени К. Э. Циолковского.
Руководила детской литературной студией, была корреспондентом на заводском радио, заведующей литературной частью драматического театра. Была соучредителем (1990, совместно с Валерием Сафранским) и ведущим редактором (1990—1993) международного поэтического журнала «Воум!»; вышла из редакции «из-за несовпадения художественных приоритетов с главным редактором Сафранским».
Стихотворения впервые были опубликованы в коллективном сборнике в 1987 году.
В 1988 году поступила в Литературный институт имени А. М. Горького, где заочно училась четыре года в семинаре Анатолия Жигулина, которого затем сменил Игорь Волгин.
В 1993 году эмигрировала из России в Израиль. В 1994 году взяла себе псевдоним Ирина Рашковская. Ровесник Ирины Слепой, писатель-врач Андрей Убогий, вспоминал о ней в 2020 году:

Увы, «не много лиц мне память сохранила» — мало кого я могу отчётливо вспомнить из того молодого литературного ополчения, которое созывалось советской империей перед самым её, империи, крахом. <…> Помню зеленоглазую, рыжую красавицу-калужанку Ирину Слепую, с которой мы всё подшучивали над нашими фамилиями.
— Вот только попробуй, Ирина, — говорил я ей, — не назвать свою первую книгу «Прозрение»!

— Хорошо! — хохотала она. — Но только после того, как ты, Убогий, назовёшь свою: «Исцеление»!— Андрей Убогий. Начало, или Scribo ergo sum
В 1995 году иммигрировала в Германию, жила в Дортмунде, затем в Дрездене.
Публиковалась в антологиях «Антология русского верлибра», «Самиздат века», «Освобождённый Улисс», в журналах «Юность», «Огонёк», «Вопросы литературы», «Офферта специале» (Италия), «Воум!», «Русское слово», «Дети Ра», «Родная речь» (Германия), «Зарубежные записки», «Футурум АРТ», в газетах «Русская мысль», «Гуманитарный фонд», «Литературная газета», «Iностранец».
Автор поэтических книг «Превращения» (1990), «И» (1995), «Вечный сад» (2007).
Помимо стихов пишет пьесы, прозу и литературоведческие статьи.

### Семья и родственные связи
- Двоюродная сестра — Инесса Подолинская, в 1990-х годах работала в газете «Калуга вечерняя»[11].

## Участие в творческих и общественных организациях
- Член Союза российских писателей (с 1992)[4]
- Член международного ПЕН-клуба (с 2002)[2]
- Член Содружества русскоязычных литераторов Германии (СЛоГ) (с 2024)[2]

## Литературные премии
- Лауреат Волошинского фестиваля (2009)[10]

## Критика
Илья Кукулин в 2007 году назвал Ирину Рашковскую «автором авангардистского толка».
Рецензентка книги Ирины Рашковской «Вечный сад» (2007; избранное из семи книг поэтессы с 1981 по 2006 год) писала:

Стихи движимы любопытством прирождённой актрисы увидеть себя в зеркале в новом наряде, в новой позе, в сцене с эффектной подсветкой («по капле утекаю из России / покачивая влажными глазами / в такт осени, которая в подтексте / всего…»), с воображаемыми диалогами («и вот ещё — уберите с окна эту вазу / я сказала уберите вазу / она мне мешает думать солнце. / вы любите её? / вы любите любить ее/…»), в которых собеседник по большей части потрясённо молчит.— Анна Кузнецова

## В литературе
- Ирина Слепая периода 1980-х — начала 1990-х годов упоминается Андреем Убогим в мемуарах «Начало, или Scribo ergo sum» (опубликованы в 2020)[9].
- Ирине Рашковской (И. Р.) посвящено стихотворение Бориса Шапиро «В прозрачном кубе зреет смоковница…» (не позднее 2006). Эпиграф из Ирины Рашковской «Мой брат по лотманским прогулкам…» предпослан его же поэме «Шехина» (не позднее 2006)[14].

## Комментарии
1. ↑  Юридическое лицо «Редакция международного поэтического журнала „Воум“» было ликвидировано по решению суда в 2003 году[7].